# Ehemaliges Kapuzinerkloster (Weil der Stadt)

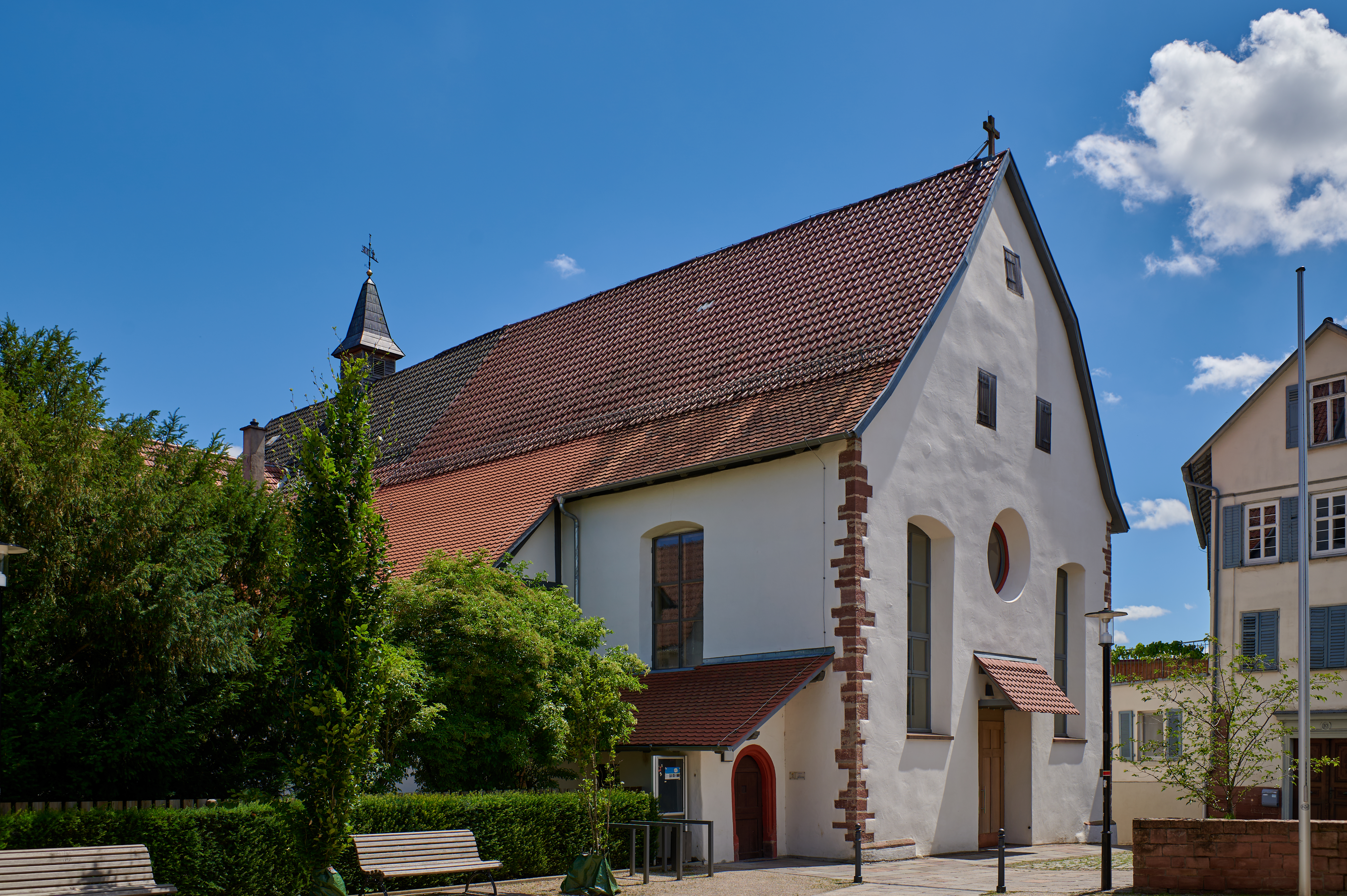
Ehemaliges Kapuzinerkloster in Weil der Stadt

Das Ehemalige Kapuzinerkloster in Weil der Stadt im baden-württembergischen Landkreis Böblingen ist ein ursprünglich 1702/04 für die 1640 in der Stadt angesiedelten Kapuziner erbautes, ehemaliges Kloster. Der Gebäudekomplex aus zwei senkrecht zueinander stehenden Gebäudetrakten steht unter Denkmalschutz. Er diente nach Auflösung des Klosters verschiedenen Zwecken, seit 2012 als Ort für kulturelle Veranstaltungen.

## Geschichte
Seit Mitte des 17. Jahrhunderts war der Kapuzinerorden in Weil der Stadt präsent. Neben der Seelsorge kümmerten sich die Kapuziner um die Armenfürsorge und die Krankenpflege. 1669 errichteten sie hier ein neues Hospiz mit einer Kapelle. 1702 wurde das Kloster um eine Kirche erweitert, die 1715 geweiht wurde. Im Obergeschoss des Klosters befand sich die Krankenstation, im Nordflügel das Refektorium, Schlaf- und Gästezimmer.
Nach der Säkularisation wurde das Klösterle unterschiedlich genutzt. Anfang des 19. Jahrhunderts diente die Kirche den Bauern als Scheune. Später befand sich hier eine Teppichfabrik, bis Ende des 20. Jahrhunderts wurde im Klösterle auch gewohnt, es wurde baulich verändert, geriet aber mehr und mehr in einen verfallenden Zustand. Ab 2009 ging das Anwesen in den Besitz der Stadt über, wurde gründlich saniert und dient seit 2012 als Ort für kulturelle Veranstaltungen.